# Antiguo edificio de REVA y nave de ampliación
El antiguo edificio de REVA y nave de ampliación es un conjunto de dos construcciones que se encuentran el término de Ribarroja del Turia, junto a la autovía A-3.

## Descripción
El edificio principal es de planta cuadrada, de unos 30 por 30 metros de lado. La fachada principal, que reacae al sur, presenta en sus extremos dos estructuras a modo de torres, la occidental de dos plantas, la oriental de tres, que acaban en tejados a cuatro aguas. El resto del edificio es de una sola planta y presenta tejado a dos aguas.
En el centro de la mencionada fachada sur se abre la antigua puerta principal, rematada por un arco de medio punto y dimensionada de forma que permitiría el paso de vehículos y maquinaria. La esquina noreste del conjunto está biselada.
En el centro del edificio, si bien algo desplazado hacia el sur, hay un patio central.
La nave de ampliación es un edificio rectangular construido en ladrillo, de unos 10 por 40 metros de lado, con sus lados cortos al norte y sur. Está cubierto por tejado a dos aguas y presenta varios accesos, de los que los principales están en el lado oriental. Se encuentra a pocos metros al este del edificio principal y sus ejes de simetría son ligeramente divergentes, por lo que en la parte norte están más próximos que en la sur.

## Historia
El 11 de julio de 1928 se constituyó la empresa Regadíos y Energía de Valencia S.A., cuyo objeto social era emprender y desarrollar actividades agrícolas e hidroeléctricas en la provincia de Valencia. Esta mercantil adquirió la concesión que Fuerzas del Turia tenía desde 1926 para generar electricidad en el valle del Turia, presentando el 28 de julio de 1928 cinco solicitudes para la construcción y explotación de presas y saltos de agua con fines tanto de generación eléctrica como de aprovechamiento para la puesta en regadío de tierras de secano. Una parte de esas tierras a irrigar se encontraba en el Llano de Cuart.
Desde el momento de su constitución, REVA comenzó a adquirir terrenos agrícolas, por lo general explotaciones agrarias de secano. Este tipo de cultivos se encontraban en decadencia frente a los cítricos -especialmente los naranjos- y el arrozal. De las 2868'93 hectáreas adquiridas hasta 1930, sólo 146'57 eran de regadío. La empresa inició la reordenación de sus propiedades de forma que el regadío pasara a ser preponderante.

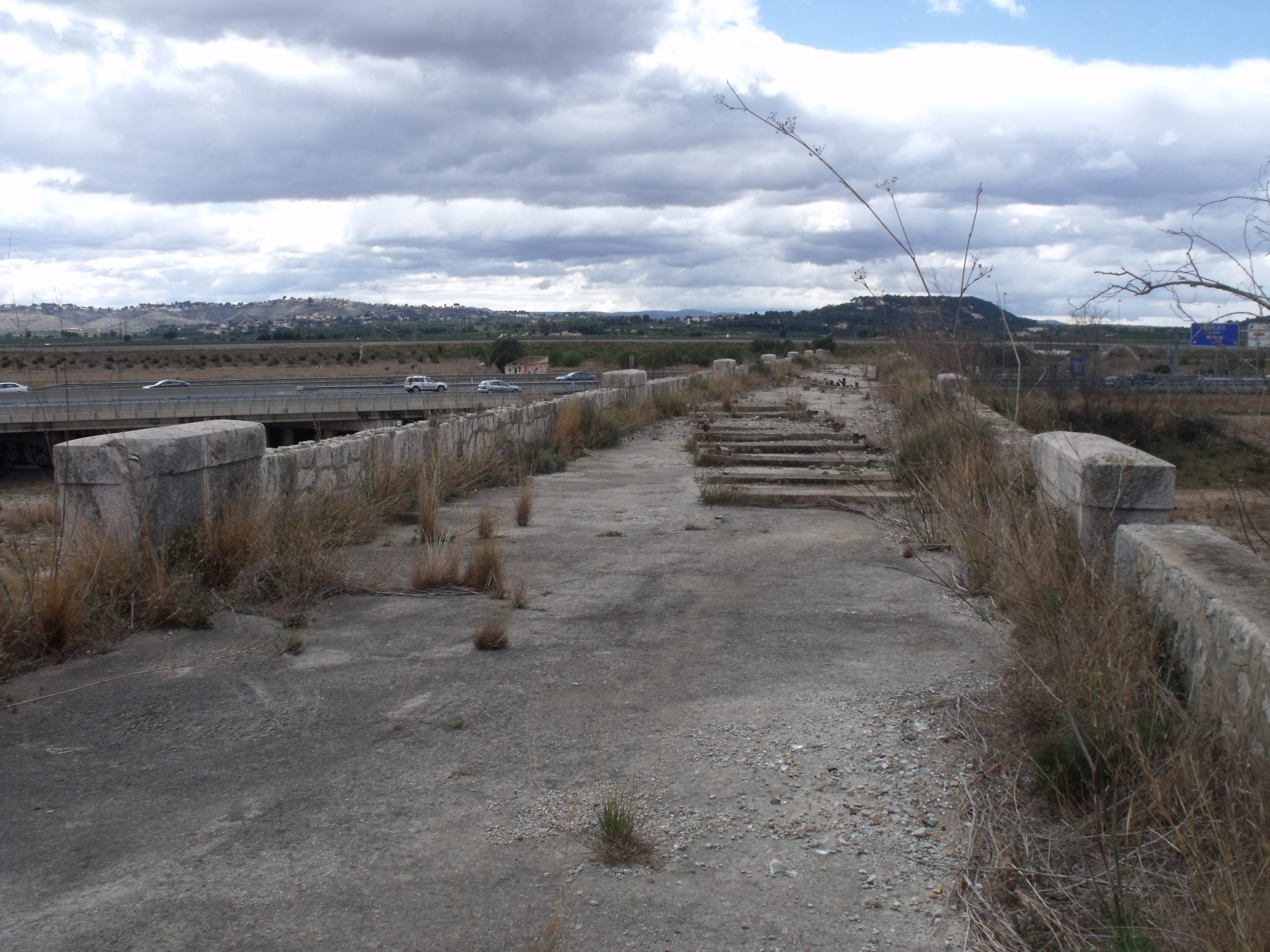
Antiguo puente sobre la rambla de Poyo

Dentro del Llano de Cuart, adquirió parcelas en la Venta de Poyo y en San Antonio de Poyo, entre otros lugares. Estas dos partidas se encuentran junto a la carretera radial de Madrid a Valencia y cercanas al puente sobre la rambla de Poyo. La empresa tenía parcelas a ambos lados de la rambla, por lo que la situación junto a este puente era muy conveniente.
En la compra de los terrenos de Poyo no se incluyó el propio edificio de la masía de San Antonio, de manera que la empresa se vio obligada a construir en 1930 un edificio que albergara talleres y almacenes. Se edificó junto a la Masía de Poyo, antigua parada de postas que antiguamente era el primer descanso en los viajes a Madrid.
El edificio se dedicó inicialmente a talleres y almacén de maquinaria. En 1929 la titular había adquirido a una empresa estadounidense 33 tractores de cadenas Caterpillar que se habían utilizado en Guatemala. Estas unidades se albergaron en el nuevo edificio, desde donde se trasladaban a las propiedades cercanas y ocasionalmente trabajaban para otros propietarios agrícolas o para obras públicas, como en la nivelación de los terrenos del aeropuerto de Manises en 1934. Sin embargo el uso principal de esta maquinaria era la transformación de terrenos de secano en regadío.
Durante la Guerra Civil, la empresa estuvo bajo el control de un comité. Diversas propiedades de la empresa fueron incautadas, así la masía Villa Amparo se utilizó para ampliar el aeropuerto en lo que posteriormente sería la Base Aérea de Manises, mientras que en Aldamar se construyó el aeródromo de La Señera, que desapareció tras el conflicto. El edificio de Poyo se siguió utilizando como talleres. Entre junio de 1937 y agosto de 1938 fueron usados directamente por el ejército republicano. Además de esto, fueron incautados enseres -mobiliario y máquinas de escribir, principalmente- compresores y tractores. Estos últimos se destinaron principalmente a la FARE, aunque también varios sindicatos y la Columna de Hierro se beneficiaron de ellos.
El uso durante la Guerra Civil llevó a la necesidad de ampliar la instalación con la construcción del edificio anexo. Éste se edificó en 1937 sobre terrenos de REVA con ladrillos incautados a un fabricante de nombre Taberner, el cual, acabada la contienda, reclamó el precio de los mismos, cosa que consiguió.

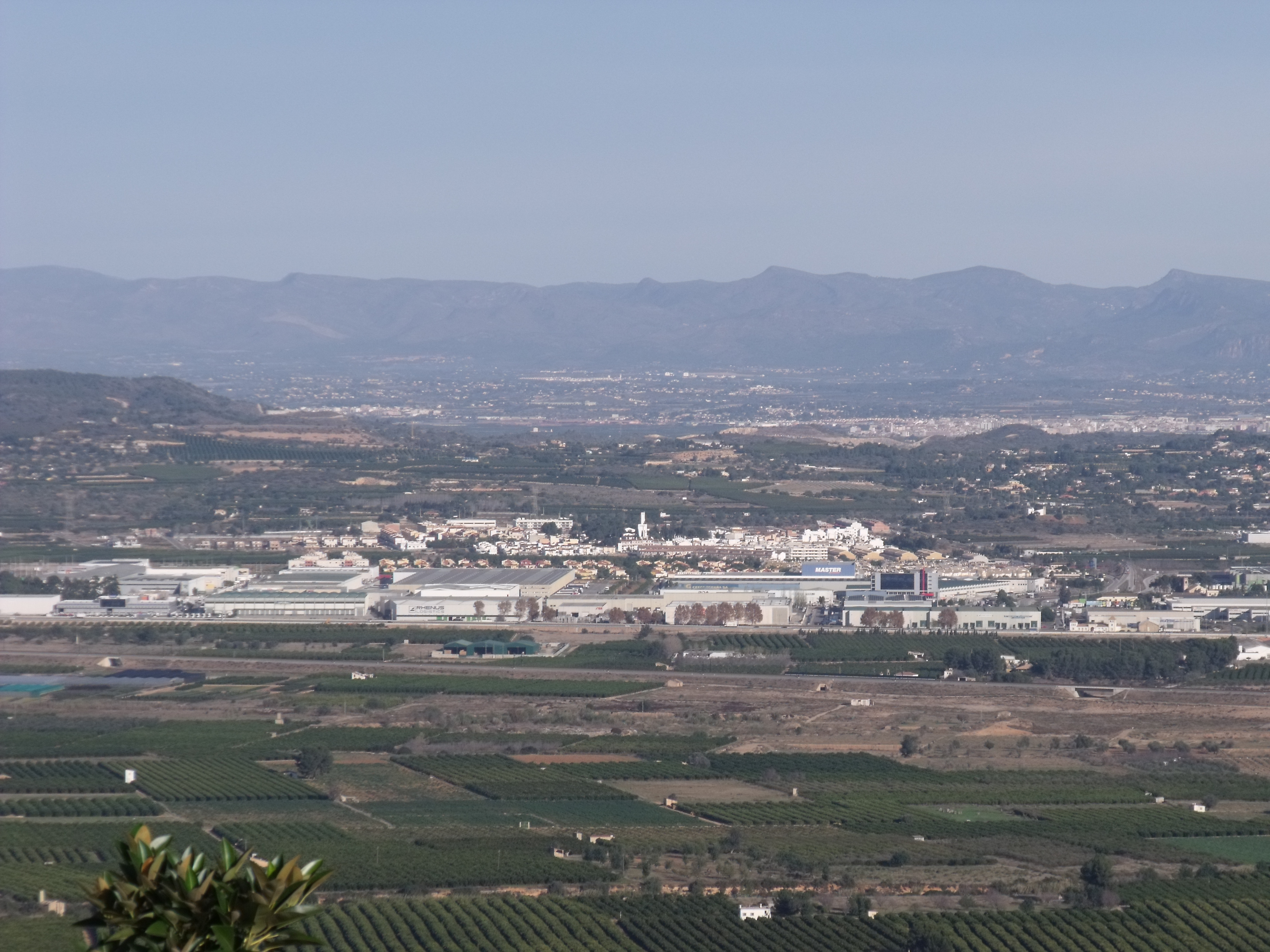
Zona de la Venta de Poyo en 2011

La actividad en estos edificios fue decayendo a lo largo del tercer cuarto del siglo XX, hasta que en 1984 se trasladó la sede social al edificio de Masía de Poyo, modificándose para este nuevo uso como oficinas. El acceso pasó a ser por el lado oeste. Al tiempo, las sucesivas ampliaciones de la carretera de Madrid han ido agotando el espacio entre esta vía y la primitiva fachada principal.
En diciembre de 2006, el Grupo Llanera adquirió REVA y con ella este grupo de edificios. Para octubre de 2007, el propio Grupo Llanera estaba incurso en un proceso concursal.
A inicios de 2016 el edificio era sede de una consultora inmobiliaria.

## Galería

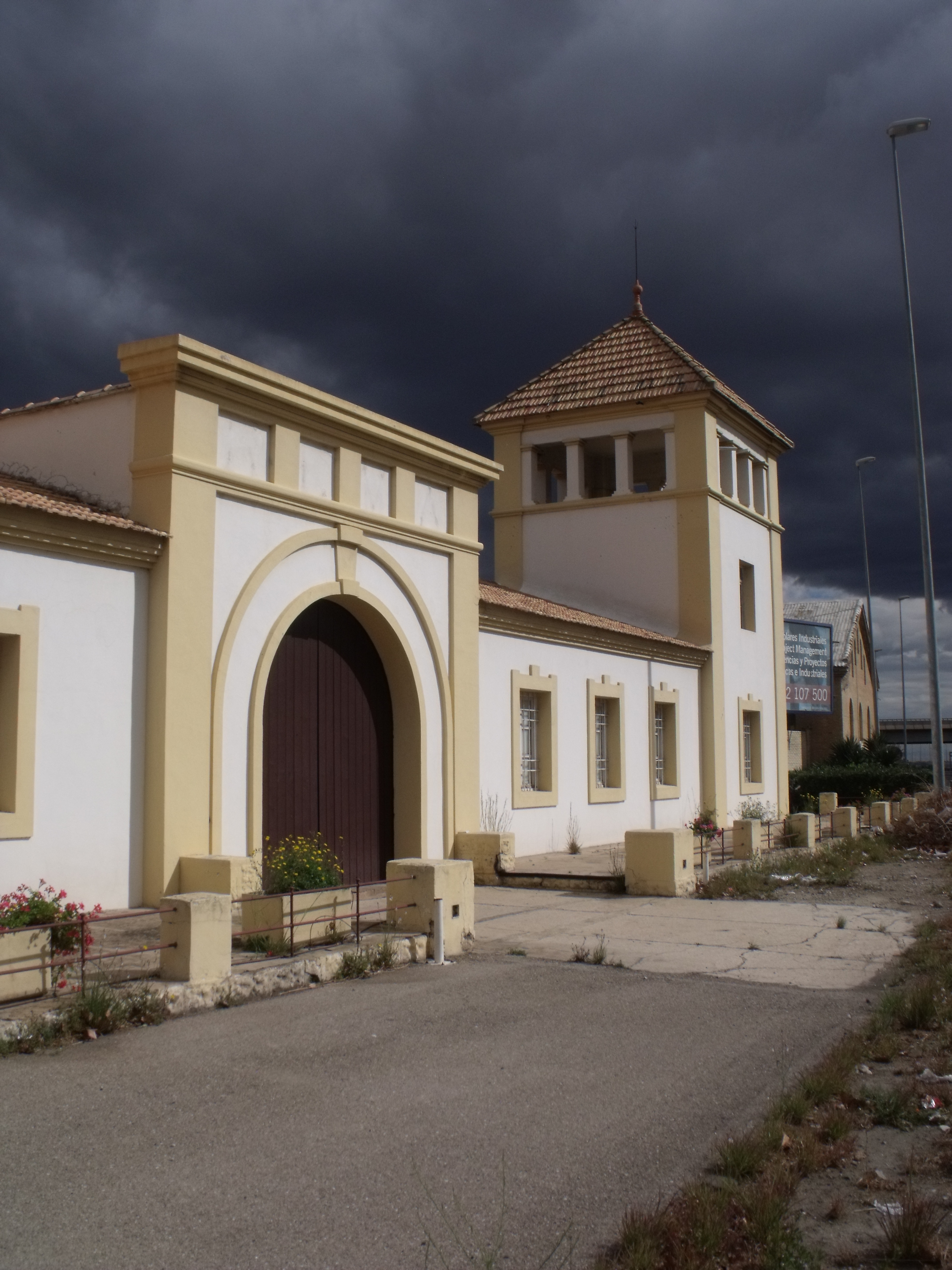
Fachada sur, originalmente acceso principal
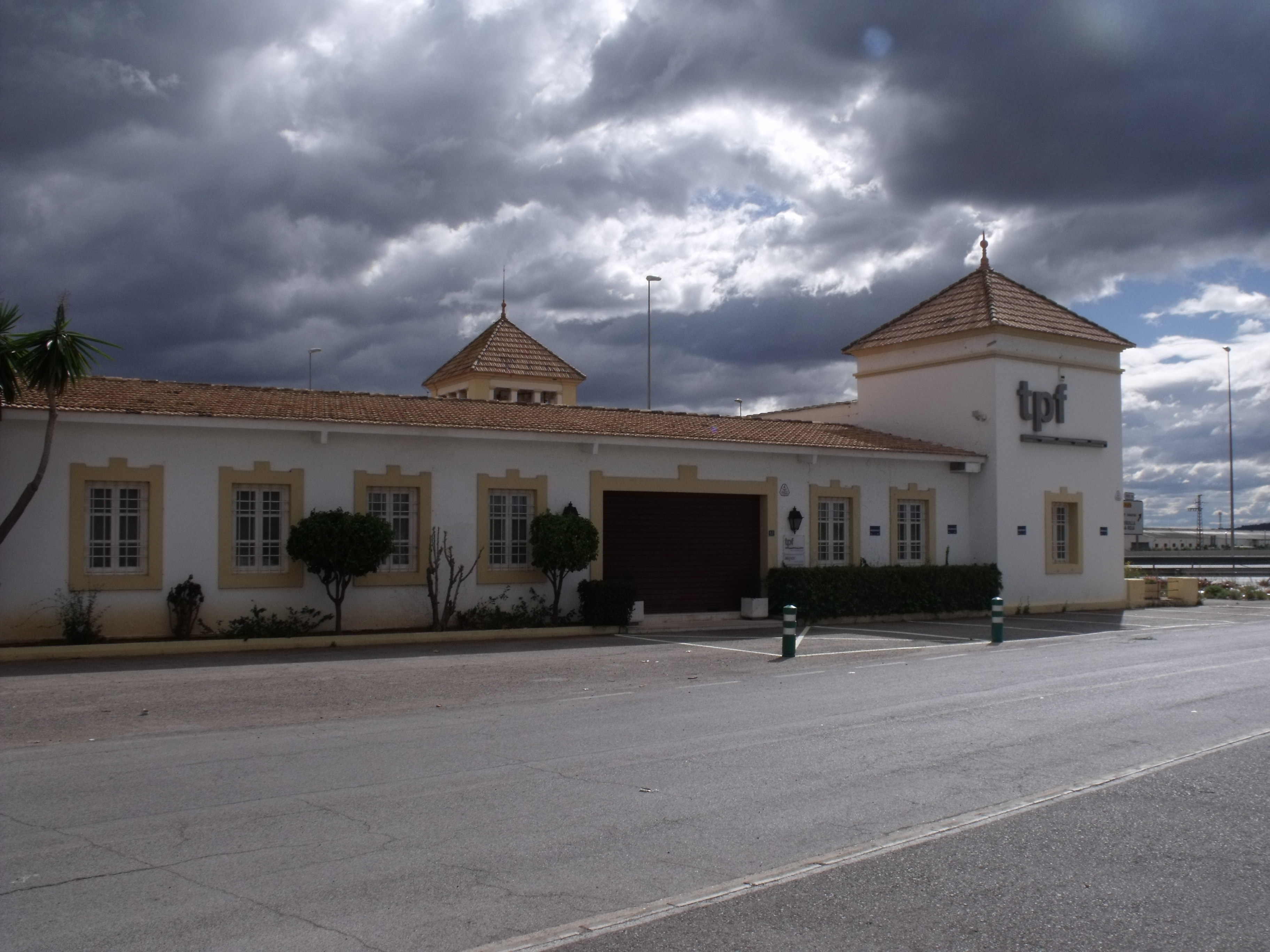
Fachada oeste, acceso principal tras la modificación de 1984
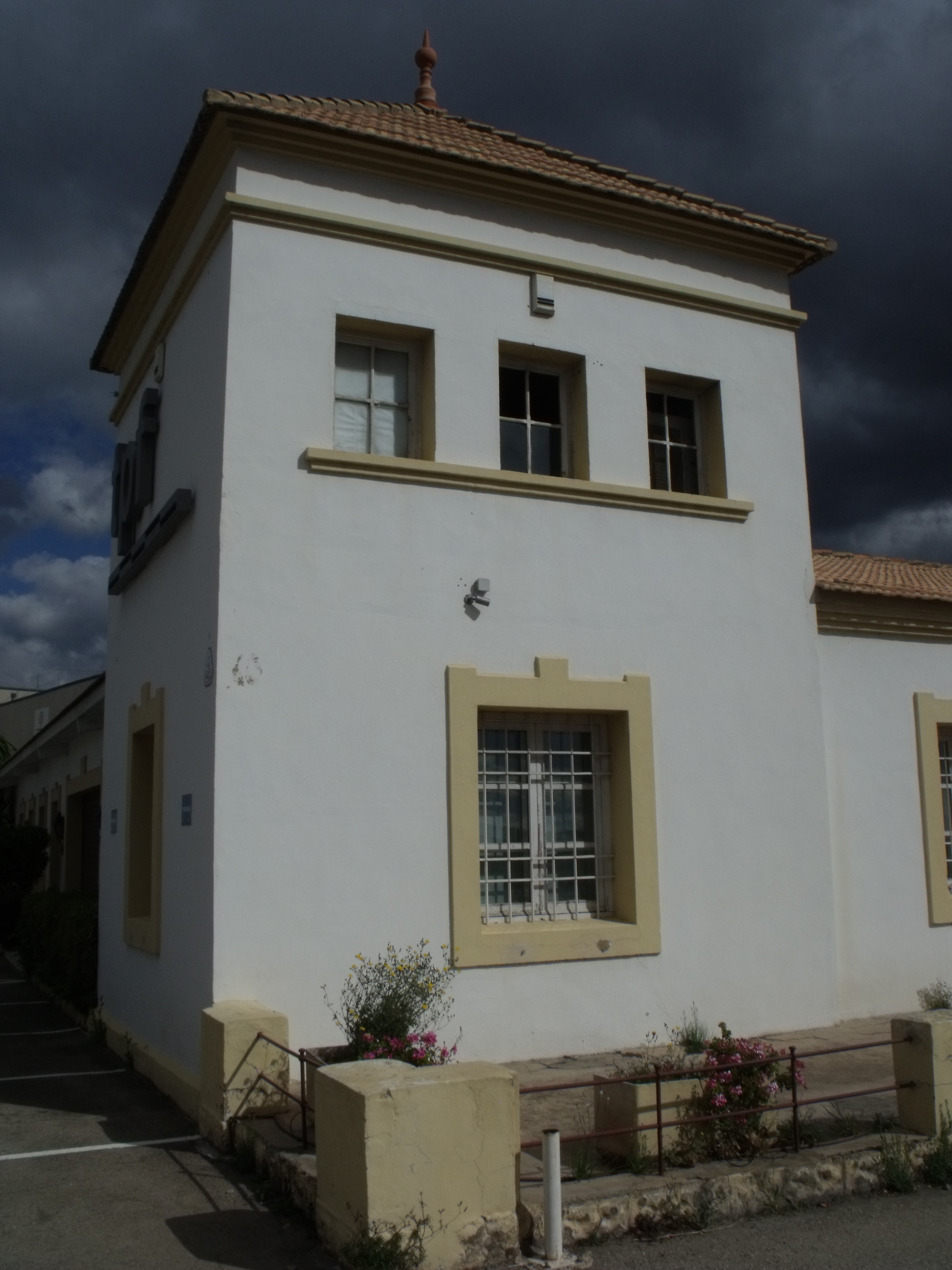
Torre este
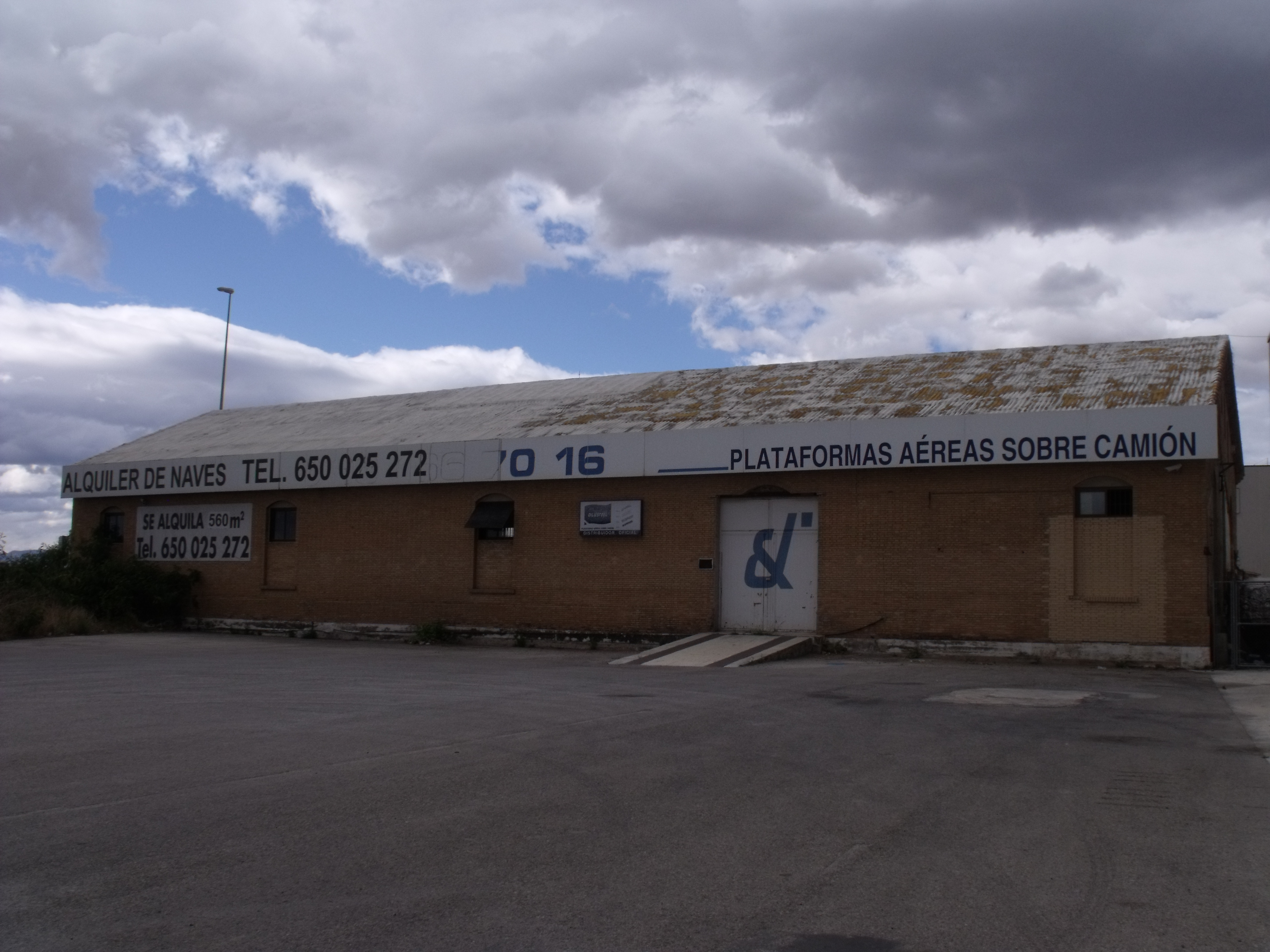
La nave de ampliación en 2016
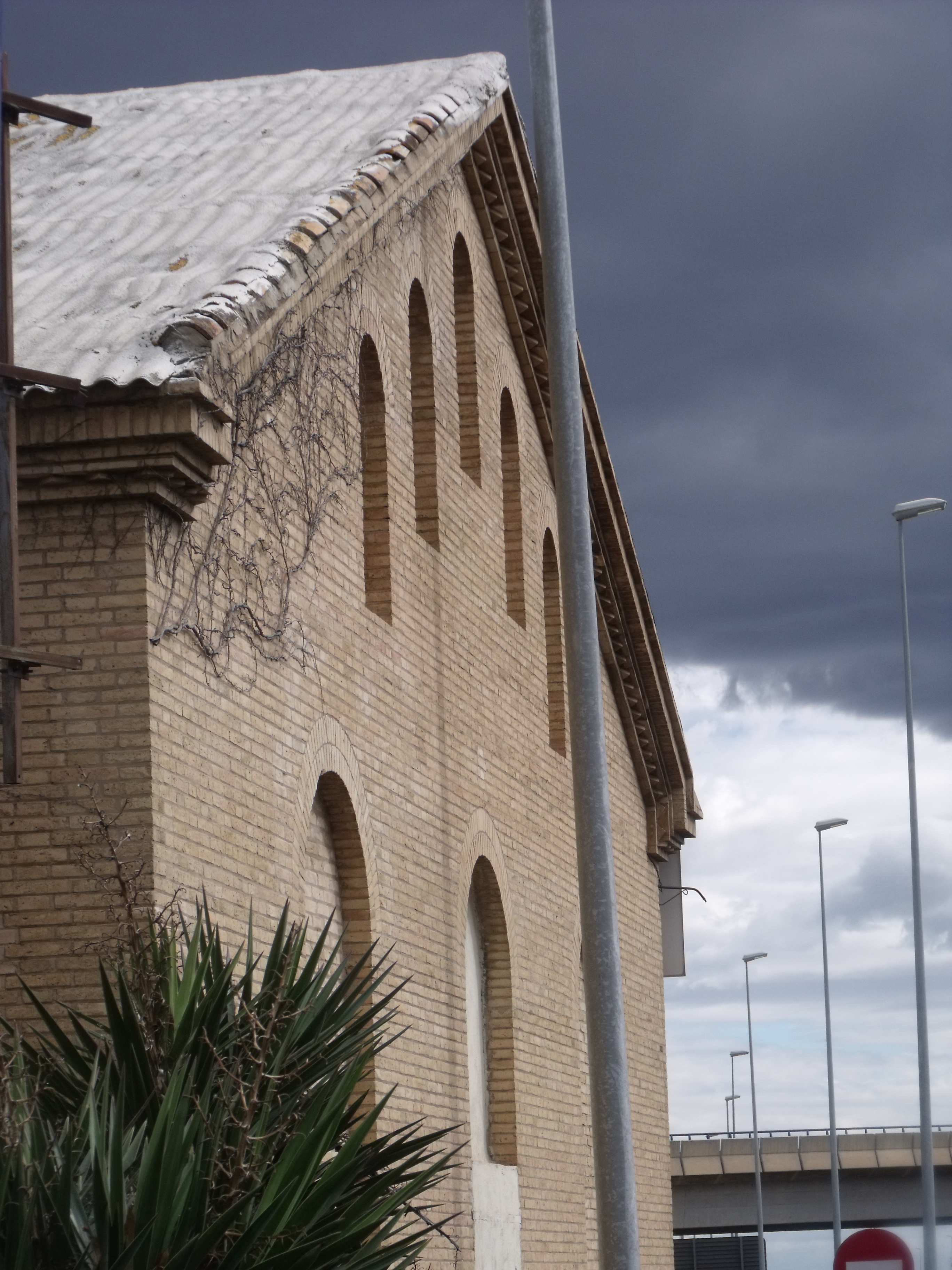
Extremo sur de la nave de ampliación